# Domingo Pérez de Grandallana y Sierra
Domingo Pérez de Grandallana y Sierra, né en 1753 et mort le 10 août 1807, est un marin espagnol, ministre de la marine du royaume d'Espagne de 1802 à 1805.